# Máquina!
Máquina! (també anomenats Màquina! i Maquina!) fou un grup català de rock progressiu i una de les agrupacions pioneres en aquest gènere derivat de la psicodèl·lia a l'Estat espanyol.

## Trajectòria
El grup es creà la primavera del 1969 sota el lideratge de Jordi Batiste i Enric Herrera i dins l'etiqueta de música progressiva. A finals del 60, Batiste i Herrera solien participar junts com a músics d'acompanyament o d'estudi de diversos artistes com Jaume Sisa o Els Sapastres. A finals de l'any 68 van decidir portar endavant un projecte propi. Així, tots dos es van dirigir a Àngel Fàbregas (responsable del segell Als/Els 4 Vents) i li van proposar treballar gratis per a la discogràfica amb la condició que ell posara els diners pel grup. Fàbregas va acceptar, van contactar amb Lluís "Luigi" Cabanach, un guitarrista que solia tocar també com a músic d'acompanyament en les gravacions de la mateixa discogràfica. En aquella època, Cabanach tocava amb un noi gadità anomenat Santiago "Jackie" García a la bateria, al qual van integrar també dins de la formació.
Al grup, Batiste era l'encarregat de dissenyar les portades del disc, escrivia gran part de les lletres de les cançons i creava l'escenografia dels espectacles. A Batiste li agradava formar una mica de teatre i volia fer una música més comercial. Enric Herrera, en contraposició, portava tot el pes musical, era el compositor de la música, l'arranjador i el director musical. A més a més, era seriós i poc donat als números que feia Batiste. Tot i les seves diferències musicals, sempre van ser amics i fins i tot quan Herrera va formar la segona Máquina! va invitar a Batiste a formar part del grup, però aquest va preferir començar un altre projecte amb Ia Clua.
Inicialment, Máquina! el formaven Jordi Batiste al baix i la veu principal, Enric Herrera al Hammond i el piano, Lluís "Luigi" Cabanach a la guitarra i Santiago "Jackie" García a la batería. Amb aquesta formació enregistren el primer single amb influències del blues i desenvolupaments propis del rock psicodèlic: Lands of perfection amb Let's get smashed com a cara B.
A finals de 1969, García és substituït per Josep Maria "Tapi" Vilaseca i amb ell van enregistrar el segon single, amb un so més encarat al pop, Earth's daughter amb Look away our happiness com a cara B. "Earth's Daughter" va ser el principal èxit del grup, aquest single es va editar també fora d'Espanya a països com França, Suïssa o Alemanya. El maig de 1970, Jordi Batiste havia de marxar a fer el servei militar obligatori i per substituir-lo va entrar Josep Maria París, amb el qual van gravar part del seu primer LP, que va aparèixer l'any 1970 sota el nom de Why? Máquina!. Aquest àlbum està format per quatre temes que envolten una llarga suite dividida en dues pistes. En paraules de Jordi Batiste, aquesta suite, que duu per nom Why?, fou el resultat d'una improvisació dels cinc membres del grup. El tema que obre l'àlbum, I believe, en canvi, és una aportació improvisada de Josep Maria París sobre la base harmònica i rítmica de la resta de components, entre els quals no es troba Batiste. L'última cançó, Let me born, és una composició de Jordi Batiste interpretada sense JM París. La portada d'aquest àlbum representa un rellotge de butxaca enclavat en un croissant, i sembla una crítica al retrogradisme del règim franquista.
Amb la marxa de Batiste, París va passar a ser el guitarrista principal i Cabanach va reconvertir-se a baixista i cantant. Va ser en aquesta època quan van realitzar a la Plaça Catalunya de Barcelona un concert multitudinari amb el rocker francès Eddy Mitchel, un esdeveniment inèdit aleshores i que no es va repetir mai més als anys 70. Herrera, Cabanach, Vilaseca i París van passar tot l'estiu tocant en diverses discoteques de la Costa Brava fins que al setembre/octubre de 1970 va ser Enric Herrera el que va haver d'anar a l'exèrcit. Abans de marxar, Herrera va deixar el grup per "emprenyament meu", segons va confessar a Claudi Montañà en un reportatge de 1975 sobre la música progressiva. Mai es va saber les raons concretes d'aquest "cabreig". El trio Cabanach, Vilaseca i París va continuar tocant amb bones crítiques tot i que alguna demanava la tornada de Herrera per a liderar el grup. No obstant això, el gener de 1971 Cabanach va haver de marxar també a l'exèrcit deixant Máquina! sense cap dels seus membres originals. A principis de 1971 es va donar lloc una lluita legal pel nom del grup entre Enric Herrera i el duet París-Vilaseca. Herrera va quedar-se amb els drets del nom per a l'edició de música, però no hi havia impediments al fet que ambdues bandes utilitzaren el mateix nom per als directes. Això va crear una gran confusió durant uns mesos fins que Vilaseca i París van agafar altres camins i va quedar només la Máquina! d'Herrera.
Entre permís i permís del servei militar, Enric Herrera va anar contactant amb músics per refundar Máquina! com una formació de Jazz-Rock amb secció de vents a l'estil de grups com Blood, Sweat and Tears i Chicago Transit Authority. Va integrar el grup Crac, format per Carles Benavent, Emili Baleriola i Salvador Font, que tot i la seva joventut, van rebre molt bones crítiques en el Festival de Música Progresiva de la tardor de 1970. La secció de vent estava formada inicialment per dos membres de Yerba Mate, els argentins Carlos Avalone a la trompeta i Ricardo Solís al trombó, Joan Mena al saxo alt i a la veu i la flauta la canadenca Arta Arbelle que no va arribar a gravar a l'estudi amb el grup. Aquesta formació, sense Arbelle, va editar un single el febrer de 1971, Sun brings the summer i Burning butts com a cara B amb Baleriola com a cantant del primer. El 14 de març de 1971 debutarien amb Arbelle com a cantant en el Palau de la Música Catalana amb Enric Barbat, que iniciava la seva carrera en solitari. Aquest va suposar el primer concert de rock en la història del Palau de la Música. Van rebre bones crítiques i els van bategar com els Chicago espanyols, tot i que alguns van manifestar una certa decepció pel so més professional i menys improvisat que mostrava aquesta Máquina! Val a dir que si la primera Máquina! va ser la primera formació de rock progressiu a Espanya, aquesta segona Máquina! va ser la primera formació Jazz-Rock, encara que el progressiu enfonsament de la revolució musical de 1968-1971 va forçar la dissolució del grup en 1972.
Durant l'any i mig que aquesta nova Máquina! va funcionar, els canvis de formació van ser constants, probablement perquè l'absència del seu líder, (a l'exèrcit), no li donava l'estabilitat necessària al grup. Van editar un segon single el 1972, Take it easy/King Kong rides again, amb un so Jazz-Rock una mica més comercial amb el nord-americà Teddy Ruster com a cantant, però l'anunci per part de la premsa que el grup underground per excel·lència es tornava comercial, va fer que perderen els seus antics fans i no van rebre suport del públic aficionat a la música més comercial a causa de la consolidada fama del grup. Això va deixar a la banda en una situació difícil i Enric Herrera va prendre la decisió de gravar un disc en directe preveient la propera dissolució de la banda. Van convidar a Jordi Batiste per cantar les antigues cançons de Máquina! i van fer dos recitals el 7 i 8 de juliol de 1972 al Casino l'Aliança del Poblenou. Després d'això, el grup va fer un concert a la discoteca M&M de Madrid i es va dissoldre per raons econòmiques.
Aquest segon LP, anomenat En Directo, va ser editat a l'octubre de 1972 quan ja no existia la formació i amb ressenyes força tristes en la premsa musical i generalista que lamentaven la desaparició d'aquesta banda, que era considerada com una de les millors de tot l'Estat. Fins i tot, la revista Disco Express s'oferia a enviar aquest doble LP a qui el sol·licitava si pagava les despeses d'enviament. "En Directo" va ser el primer disc doble enregistrat en directe per un grup espanyol. En 1982, Àngel Fàbregues, responsable del segell discogràfic Als Quatre Vents, va editar un EP, Funciona..., amb dos gravacions inèdites de la segona Màquina. El 2004 es va publicar un LP d'edició limitada ...Funciona, amb tots els singles de Máquina! i alguna versió inèdita gravada en Jam Sessions. Aquest LP també contenia un llibret amb la història detallada del grup i diverses fotos de l'època. Tant l'LP "Why?" com "En Directo" han sigut reeditats en format CD per la discogràfica Picap. A més a més, el març de 2010 es va publicar un recopilatori, Lets Get Smashed, amb tots els singles que va gravar Máquina! durant la temporada 1969-1972.
Després de molts anys d'inactivitat, Jordi Batiste ha reunit algun cop alguns membres originals de la formació junt amb altres músics. A la "Sala Europa" de Granollers el 2004, i en l'àmbit del festival Euroyeyé 07, celebrat a la ciutat asturiana de Gijón on van oferir un concert el 5 d'agost de 2007; i també a la plaça de la Catedral de Lleida, el 22 de setembre de 2007.
Alguns membres de Máquina! varen estar vinculats a altres projectes musicals a Catalunya, com ara Estratagema (en la qual va participar Enric Herrera amb Ia Clua i Manel Joseph per l'enregistrament de dos temes: Hurry up! i Let me see my star), Música Dispersa, Ia & Batiste, la primera Orquestra Plateria (on Jordi Batiste feia de "Rocky Muntanyola") o Tapiman. Però ja abans els components clau de Màquina! havien estat protagonistes de l'emergència del primer pop-rock en català: Josep M París havia format part dels 4 Gats, Jordi Batiste venia dels Tres Tambors, i Enric Herrera havia tocat al primer single de Sisa (L'home dibuixat), a més de participar en el Grup de Folk. A més a més, Jordi Batiste i Enric Herrera van tocar junts com a músics d'acompanyament de diversos artistes com Jaume Sisa & La compañía S.L. o la gravació dels discos Miniatura en 1968, Canciones del amor prohibido, d'Els Sapastres, en 1969 i Orgia, de Sisa gravat entre 1969 i 1970 però editat en 1971.

## Membres
El grup va viure molts canvis, per afinitats i pel servei militar obligatori (un gran destructor de les formacions de rock del temps).

### Primera formació (1969)
- Jordi Batiste: veu, baix, flauta
- Enric Herrera: Hammond, piano
- "Luigi" Cabanach: guitarra
- "Jackie" García: batería

A finals de 1969 "Jackie" és substituït per "Tapi" Vilaseca. A la primavera de 1970 entra Josep Maria París.

### Primer àlbum (1970)
- Josep M Paris: guitarra
- Lluís Cabanach: guitarra, baix
- Josep M Vilaseca (alias Tapi o Tapioles): bateria
- Enric Herrera: Hammond, piano
- Jordi Batiste: veu, flauta, baix

Al maig de 1970, Batiste marxa al servei militar i "Luigi" pren el seu lloc. Al setembre/octubre marxa Enric Herrera i durant uns pocs mesos és substituït per Álvaro Is Rojas. El gener de 1971 marxa Cabanach i Máquina! es queda com a duet París-Vilaseca. Fan algunes actuacions però se separen aviat.

### Segon àlbum (1972)
- Emili Baleriola: guitarra
- Carles Benavent: baix
- Salvador Font: bateria
- Enric Herrera: Hammond, piano
- Hubert Grillberger: trompeta
- Peter Rohr: saxo
- Jordi Batiste: veu

La resta de membres que havien format part de la segona Máquina! són Carlos Avallone (trompeta), Ricardo Solís (trombó), Arta Abele (veu i flauta), Juan Mena (saxo alt), Ramón Mora (trompeta), Teddy Ruster (veu). L'aparició de Batiste al segon LP és només una col·laboració. El cantant no formava part de la banda oficialment d'ençà que va marxar el maig del 70.

## Discografia
- Lands of Perfection / Let's Get Smashed (1969) EP
- Earth's Daughter / Look Away Our Happiness (1969) EP
- Why? Máquina! (1970)
- Sun Bring the Summer / Burning Butts (1971) EP
- Take it Easy / King Kong Rides Again (1972) EP
- En Directo (1972)
- Funciona...! (1982, EP editat per Àngel Fàbregas amb dos temes inèdits de la segona Máquina!)
- ...Funciona! (2004, singles inicials i talls procedents del 1970-72)
- Lets Get Smashed (2010, recopilatori dels singles de Máquina! amb dos temes inèdits)